# Jacob Tullin Thams
Jacob Tullin Thams (n. 7 aprilie 1898, Christiania, Suedia-Norvegia – d. 27 iulie 1954, Oslo, Norvegia) a fost un săritor cu schiurile ce a reprezentat Norvegia, medaliat olimpic. A participat la 3 ediții ale Jocurilor Olimpice (1924, 1928, 1936) în care a câștigat o medalie de aur.